# Burkhard Dreher
Burkhard Dreher (* 3. Dezember 1944 in Preußisch Holland, Ostpreußen) ist ein deutscher Volkswirt, Verwaltungsbeamter, Manager und Politiker (SPD).

## Leben und Beruf
Nach dem Abitur studierte Dreher von 1964 bis 1969 Volkswirtschaft an der Freien Universität Berlin, promovierte zum Dr. rer. pol. und arbeitete von 1969 bis 1978 als Wissenschaftler am Deutschen Institut für Wirtschaftsforschung (DIW) in Berlin. Anschließend trat er in den Verwaltungsdienst ein und wechselte in die Senatskanzlei des Regierenden Bürgermeisters von Berlin, wo er zunächst als Referatsleiter und dann bis 1985 als stellvertretender Abteilungsleiter für die Koordinierung zwischen den Ressorts zuständig war. Dreher wirkte von 1985 bis 1992 als Dezernent für Wirtschaftsförderung in Dortmund und beteiligte sich an der Gründung des dortigen Technologieparks. 1991/92 fungierte er gleichzeitig als Geschäftsführer der Wirtschaftsfördergesellschaft Brandenburg. 1992/93 war er Stadtdirektor in Dortmund und 1993/94 Oberstadtdirektor in Bochum.
Dreher wechselte nach seinem Ausscheiden aus der Politik in die Privatwirtschaft, wurde im Oktober 1999 zunächst Vorstandsmitglied und war seit Januar 2000 stellvertretender Vorstandsvorsitzender der VEW AG in Dortmund. Des Weiteren übernahm er zahlreiche Aufsichtsratsmandate in verschiedenen Unternehmen. Bis Dezember 2000 wirkte er auch als Geschäftsführer der Edelhoff AG in Iserlohn.
Burkhard Dreher ist verheiratet und hat einen Sohn.

## Politik
Dreher war in den 1980er-Jahren Beigeordneter der Stadt Dortmund. Am 11. Oktober 1994 wurde er als Minister für Wirtschaft, Mittelstand und Technologie in die von Ministerpräsident Manfred Stolpe geführte Regierung des Landes Brandenburg berufen. Nach der Bildung einer Großen Koalition schied er am 13. Oktober 1999 aus der Regierung aus und wurde als Wirtschaftsminister von Wolfgang Fürniß abgelöst.